# 天主教馬林迪教區
天主教馬林迪教區（拉丁語：Dioecesis Malindiensis）是肯亞一個羅馬天主教教區，屬蒙巴薩總教區。
教區成立於1983年6月2日，位於濱海省北部。2004年有21,800名教友（佔轄區總人口4%）、十二個堂區、廿五名司鐸。現任教區主教為埃马努尔·巴尔巴拉。